# NGC 4565
NGC 4565 — спиральная галактика в созвездии Волосы Вероники, также известная как «Галактика-Игла». Расположена в 40 млн. световых лет от Земли. Имеет поперечник около 100 тысяч световых лет. Видна «с ребра» как тонкий диск, разделённый посередине пылевой полосой.

## В литературе
Галактика упоминается в произведении Ивана Ефремова «Туманность Андромеды»: 
Наклоненная в одну сторону, как парящая птица, галактика широко простирает в стороны свой, очевидно состоящий из спиральных ветвей, тонкий диск, а в центре сильно сплющенным шаром горит ядро, кажущееся плотной светящейся массой. Отчетливо видно, насколько плоски звездные острова — галактику можно сравнить с тонким колесом часового механизма. Края колеса нечетки, как бы растворяются в бездонной тьме пространства.